# Mali oglasi (TV serija)
Mali oglasi je slovenska humoristična TV nanizanka, ki je bil na sporedu ob četrtkovih večerih na prvem programu TV Ljubljana. Prvi del je bil predvajan 17. aprila 1969. 

## Produkcija
Prvih trinajst delov je doživelo dober sprejem, kar je spodbudilo k nastanku novih trinajstih.

## Epizode

### Prva sezona
| Št. | Naslov                  | Datum predvajanja | Igralci |
| --- | ----------------------- | ----------------- | --- |
| 1.  | Carinik                 | 17. april 1969    | Janez Rohaček, Janez Hočevar, Janez Škof, Danilo Bezlaj, Anton Komar                                                 |
| 2.  | Romantična duša         | 24. april 1969    | Marija Benko, Slavka Glavina, Boris Kralj, Tone Homar                                                                |
| 3.  | Dobri ljudje            | 1. maj 1969       | Bert Sotlar, Janez Albreht, Elvira Kralj                                                                             |
| 4.  | Zapestnica              | 8. maj 1969       | |
| 5.  | Nevesta                 | 15. maj 1969      | Mica Benko, Ivan Jezernik, Boris Kralj, Anton Homar                                                                  |
| 6.  | Knjigovodja             | 22. maj 1969      | Janez Eržen, Maks Bajc, Danilo Bezlaj, Boris Kralj, Alenka Vipotnik, Anton Homar, Rudi Kosmač                        |
| 7.  | Klofuta                 | 29. maj 1969      | Bert Sotlar, Ivan Jezernik, Majda Grbac, Janez Rohaček, Marijana Brecelj, Anton Homar                                |
| 8.  | Moč reklame             | 5. junij 1969     | Duša Počkaj, Rudi Kosmač, Andrej Kurent, Tone Homar                                                                  |
| 9.  | Jubilej                 | 12. junij 1969    | Polde Bibič, Marija Benko, Janez Škof, Štefka Drolc, Metoda Zorčič                                                   |
| 10. | Tatjana                 | 19. junij 1969    | Iva Zupančič, Rudi Kosmač, Andrej Kurent, Ivan Jezernik                                                              |
| 11. | Kinooperater            | 26. junij 1969    | Alenka Vipotnik, Mirko Bogataj, Janez Hočevar, Maks Bajc, Andrej Kurent, Snežana Popović, Bert Sotlar, Zlatko Šugman |
| 12. | Samomorilci so med nami | 3. julij 1969     | Slavka Glavina, Polde Bibič, Janez Albreht, Tone Homar                                                               |
| 13. | Počitnice               | 10. julij 1969    | Štefka Drolc, Janez Albreht, Mirko Bogataj, Majda Grbac, Anton Homar                                                 |

### Druga sezona
| Št. | Naslov             | Datum predvajanja | Igralci |
| --- | ------------------ | ----------------- | --- |
| 1.  | Eximpeximpex       | 28. maj 1970      | Andrej Kurent, Marijana Brecelj, Boris Juh, Zlatko Šugman, Tone Homar, Danilo Bezlaj, Boris Kralj, Andrej Nahtigal, Elvira Kralj, Žiga Mejač                                                 |
| 2.  | Maček              | 4. junij 1970     | Janez Albreht, Judita Hahn, Maks Bajc, Polde Bibič, Slavka Glavina, Janez Hočevar, Tone Homar                                                                                                |
| 3.  | Generalni direktor | 18. junij 1970    | Boris Kralj, Judita Hahn, Marjan Hlastec, Majda Grbac, Danilo Bezlaj, Tone Homar, Andrej Nahtigal, Kristjan Muck, Elvira Kralj, Marija Hozjan, Marijana Brecelj, Meta Vranič, Marko Slodnjak |
| 4.  | Prstan             | 25. junij 1970    | Janez Rohaček, Janez Eržen, Andrej Kurent, Anton Homar, Maks Bajc, Majda Grbac, Anka Cigoj, Kristjan Muck, Zlatko Šugman, Metoda Zorčič                                                      |
| 5.  | Očka               | 2. julij 1970     | Zlatko Šugman, Ivanka Mežan, Bojan Pogačnik, Angelca Hlebce, Janez Rohaček, Janez Škof, Maks Bajc, Danilo Bezlaj, Tone Homar                                                                 |
| 6.  | Avtošola           | 9. julij 1970     | Slavka Glavina, Janez Albreht, Milena Zupančič, Janez Hočevar, Andrej Kurent, Tone Homar, Andrej Nahtigal                                                                                    |
| 7.  | Gobarji            | 3. december 1970  | Janez Škof, Ivanka Mežan, Andrej Kurent, Slavka Glavina, Mirko Bogataj, Milena Zupančič, Aleksander Valič, Franci Presetnik, Janez Albreht, Tone Homar                                       |
| 8.  | Posebni odred      | 10. december 1970 | Rudi Kosmač, Milena Zupančič, Polde Bibič, Ivanka Mežan, Marija Hozjan, Boris Juh, Maks Bajc, Kristijan Muck, Anton Homar, Janez Rohaček                                                     |
| 9.  | Nelikvidnost       | 17. december 1970 | Janez Eržen, Andrej Kurent, Majda Grbac |
| 10. | Amerika            | 24. december 1970 | Boris Kralj, Marija Benko, Majda Kohek, France Presetnik, Elvira Kralj |
| 11. | V pasti            | 7. januar 1971    | Aleksander Valič, Zlatko Šugman, Maks Bajc, Tone Homar, Vika Gril, Metoda Zorčič |
| 12. | Mojstra            | 14. januar 1971   | Zlatko Šugman, Janez Škof, Vika Gril, Danilo Bezlaj, Andrej Kurent, Maks Bajc, Rudi Kosmač, Andrej Nahtigal, Tone Homar                                                                      |
| 13. | Kariera            | 21. januar 1971   | |

## Ekipa
- urednik: Janez Menart
- avtor: Aleksander Marodić
- režiser: Mirč Kragelj
- scenografija: Seta Mušič, Belica Škerlak
- kostumografija: Marija Kobi
- maska: Marina Križaj, Zoran Lemajič